# ジャン・アラール
ジャン＝デルファン・アラール（仏: Jean-Delphin Alard, 1815年3月8日 - 1888年2月22日）は、フランスのヴァイオリニスト。

## 経歴
アキテーヌ地域圏ピレネー＝アトランティック県バイヨンヌ生まれ。パリ音楽院で1827年からフランソワ・アントワーヌ・アブネックに師事し、フランソワ＝ジョゼフ・フェティスにも入門する。ピエール・バイヨの後任として、1840年にはルイ・フィリップ王のヴァイオリニストに、1843年にはパリ音楽院の教授に就任した。1875年に教職から退いた。19世紀の卓越した楽器製作者、ジャン＝バティスト・ヴィヨームの娘と結婚した。
情熱に満たされた味のある演奏によってフランス近代のヴァイオリン楽派の代表者となって、その演奏様式は幅広い流行に乗り、相当に重宝がられた。その間フランスでは、ヴァイオリンのための夜想曲や二重奏曲、練習曲などを発表して、作曲家としても大成功を収めた。著書『ヴァイオリンの流派』（Ecole du violon ）はパリ音楽院にも教則本に採用されている。パブロ・デ・サラサーテはアラールの高弟の一人である。特筆すべきは、40巻からなるヴァイオリン曲集『ヴァイオリンの古典的な巨匠たち』（Les Maitres classiques du violon, ショット社）において、18世紀の最も傑出した大家によるヴァイオリン曲を選定・集成したことである。

## 註
- この記事にはアメリカ合衆国内で著作権が消滅した次の百科事典本文を含む: Chisholm, Hugh, ed. (1911). "Alard, Jean Delphin". Encyclopædia Britannica (英語). Vol. 1 (11th ed.). Cambridge University Press. p. 470.